# Cephalotes argentatus
Espèce
Synonymes
- Cryptocerus argentatus Smith, 1853
- Paracryptocerus argentatus (Smith, 1853)
- Zacryptocerus argentatus(Smith, 1853)

Cephalotes argentatus est une espèce de fourmis arboricoles de la sous-famille des Myrmicinae, et qui se caractérise par une tête surdimensionnée et plate ainsi que des pattes plus plates et plus larges que ses cousines terrestres. Il existe moins de données sur cette espèce que sur ses consœurs de la même famille, son taxon étant plus incertain.
Cette espèce n'est connue que par l'unique spécimen (une reine) décrit en 1853 et collecté en Colombie

## Systématique
Cette espèce a été initialement décrite par en 1853 sous le protonyme de Cryptocerus argentatus.